# AirPods Pro

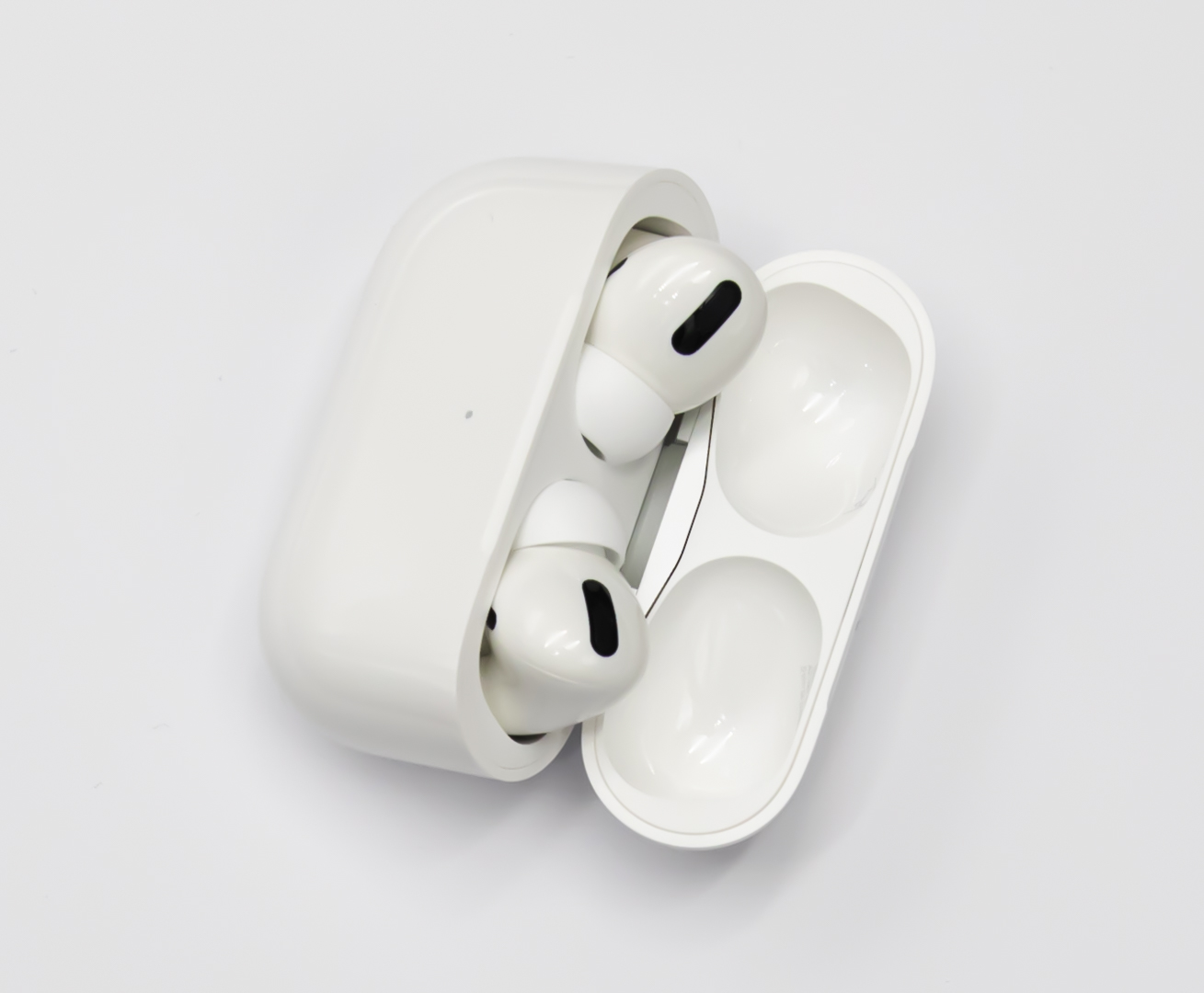
De oplaadcase van de AirPods Pro

De AirPods Pro is de derde versie van de AirPods die door Apple Inc. is ontwikkeld en is de opvolger van de tweede generatie AirPods. De Pro-versie werd op 28 oktober 2019 tegelijkertijd met de release van iPad OS 13.2 en iOS 13.2 aangekondigd en is vanaf 30 oktober dat jaar verkrijgbaar. De nieuwe AirPods bevatten actieve ruisonderdrukking, hebben een nieuw design vergelijkbaar met de Powerbeats Pro en zijn in tegenstelling tot de voorganger waterbestendig.

## Ruisonderdrukking
De AirPods Pro ondersteunen een vorm van actieve ruisonderdrukking, hierbij wordt omgevingsgeluid weggefilterd door middel van antigeluid. Door deze noise cancelling klinkt de muziek beter en heb je minder last van storende geluiden om je heen. De actieve ruisonderdrukking past zich continu aan, tot wel 200 keer per seconde aldus Apple, dit dankzij de microfoon aan de binnen en buitenkant.
Naast de ruisonderdrukking beschikken de AirPods Pro ook over een Transparantie-modus, die zich ook in de onlangs aangekondigde Beats Solo Pro bevindt. Wanneer deze modus wordt ingeschakeld wordt het omgevinggsgeluid toegelaten en hoor je alsnog wat er om je heen gebeurd. Om de Transparantie-modus in- of uit te schakelen tik je op de druksensor in het pootje van de AirPods Pro. Tevens wordt deze nieuwe druksensor gebruik om de muziek te bedienen. De tikbediening van de traditionele AirPods is niet meer beschikbaar.
Er wordt verbinding gemaakt met de Apple H1-chip, die al eerder in de AirPods 2 is verwerkt. Hierdoor is het ook mogelijk om met je AirPods Pro gebruik te maken van het commando Hé Siri.

## Design
De AirPods Pro heeft ten opzichte van de AirPods een nieuw design gekregen. Het design lijkt nog steeds enigszins op dat van de originele AirPods, echter beschikt de Pro-versie over een extra rubberen dopje aan het uiteinde voor in je oren. Het design is daardoor vergelijkbaar met dat van de Powerbeats Pro. Het meer in-earachtig design is nodig om de ruisonderdrukking van de AirPods te kunnen realiseren.
De AirPods Pro worden geleverd met een set van drie verschillende maten rubberen oordopjes. Dit is handig voor mensen wier originele AirPods niet altijd even goed bleven zitten.
De AirPods Pro zijn daarnaast zweetbestendig gemaakt, en zouden nu bestand moeten zijn tegen een plens water. De AirPods Pro zijn beoordeeld met de beoordeling een IPX4. De originele AirPods waren officieel niet waterdicht.
De oplaadcase is ook opnieuw ontworpen. De oplaadcase is bij de AirPods Pro een breder en meer rechthoekig in plaats van een klein nagenoeg vierkant doosje. Het lampje aan de voorkant Is nog steeds aanwezig en geeft een indicate van het batterijniveau. De case kan draadloos worden opladen beschikt daarnaast ook nog over een Lightning-connector aan de onderkant zodat de case ook opgeladen kan worden met een kabel. De AirPods Pro gaan na een keer volledig opladen zo’n 4,5 uur mee. De draadloze oplaadcase kan dit verlengen zodat er tot meer dan 24 uur luistertijd behaalt kan worden. Na vijf minuten opladen is het mogelijk om ongeveer 1 uur te luisteren met de AirPods.